# Encyclia rosea
Encyclia rosea är en orkidéart som först beskrevs av F.Gérard, och fick sitt nu gällande namn av Ined. Encyclia rosea ingår i släktet Encyclia och familjen orkidéer. Inga underarter finns listade i Catalogue of Life.